# Slínovec
Slínovec je jemnozrnná sedimentární hornina složená převážně z jílových minerálů. Většinou je tmavě až světle šedá. Je podobná jílovci, ale na rozdíl od něj reaguje s kyselinou chlorovodíkovou, protože obsahuje kalcit. Druhem slínovce je např. opuka. Vzniká zpevněním slínu.